# Rotonda (Florida)
Rotonda West és una població dels Estats Units a l'estat de Florida. Segons el cens del 2000 tenia 6.574 habitants.

## Demografia
Segons el cens del 2000, Rotonda West tenia 6.574 habitants, 3.181 habitatges, i 2.287 famílies. La densitat de població era de 230,7 habitants/km².
Dels 3.181 habitatges en un 11,4% hi vivien nens de menys de 18 anys, en un 66,3% hi vivien parelles casades, en un 4% dones solteres, i en un 28,1% no eren unitats familiars. En el 24,5% dels habitatges hi vivien persones soles el 18% de les quals corresponia a persones de 65 anys o més que vivien soles. El nombre mitjà de persones vivint en cada habitatge era de 2,05 i el nombre mitjà de persones que vivien en cada família era de 2,39.
Per edats la població es repartia de la següent manera: un 11% tenia menys de 18 anys, un 2,9% entre 18 i 24, un 12,3% entre 25 i 44, un 29,1% de 45 a 60 i un 44,7% 65 anys o més.
L'edat mediana era de 63 anys. Per cada 100 dones de 18 o més anys hi havia 88,8 homes.
La renda mediana per habitatge era de 38.636 $ i la renda mediana per família de 43.844 $. Els homes tenien una renda mediana de 28.046 $ mentre que les dones 18.616 $. La renda per capita de la població era de 21.437 $. Entorn de l'1,7% de les famílies i el 4% de la població estaven per davall del llindar de pobresa.

## Poblacions més properes
El següent diagrama mostra les poblacions més properes.